# John Clements Wickham

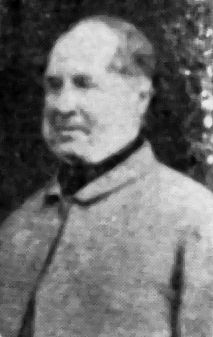
John Clements Wickham

John Clements Wickham (* 21. Dezember 1798 in Leith, Schottland; † 6. Januar 1864) war ein britischer Marineoffizier.
Wickham war Lieutenant an Bord der Beagle während ihrer berühmten zweiten Fahrt von 1831 bis 1836, an der auch Charles Darwin teilnahm. 1837 wurde er Captain der Beagle. In den folgenden vier Jahren erkundete er die Nordwestküste von Australien.